# Autololes

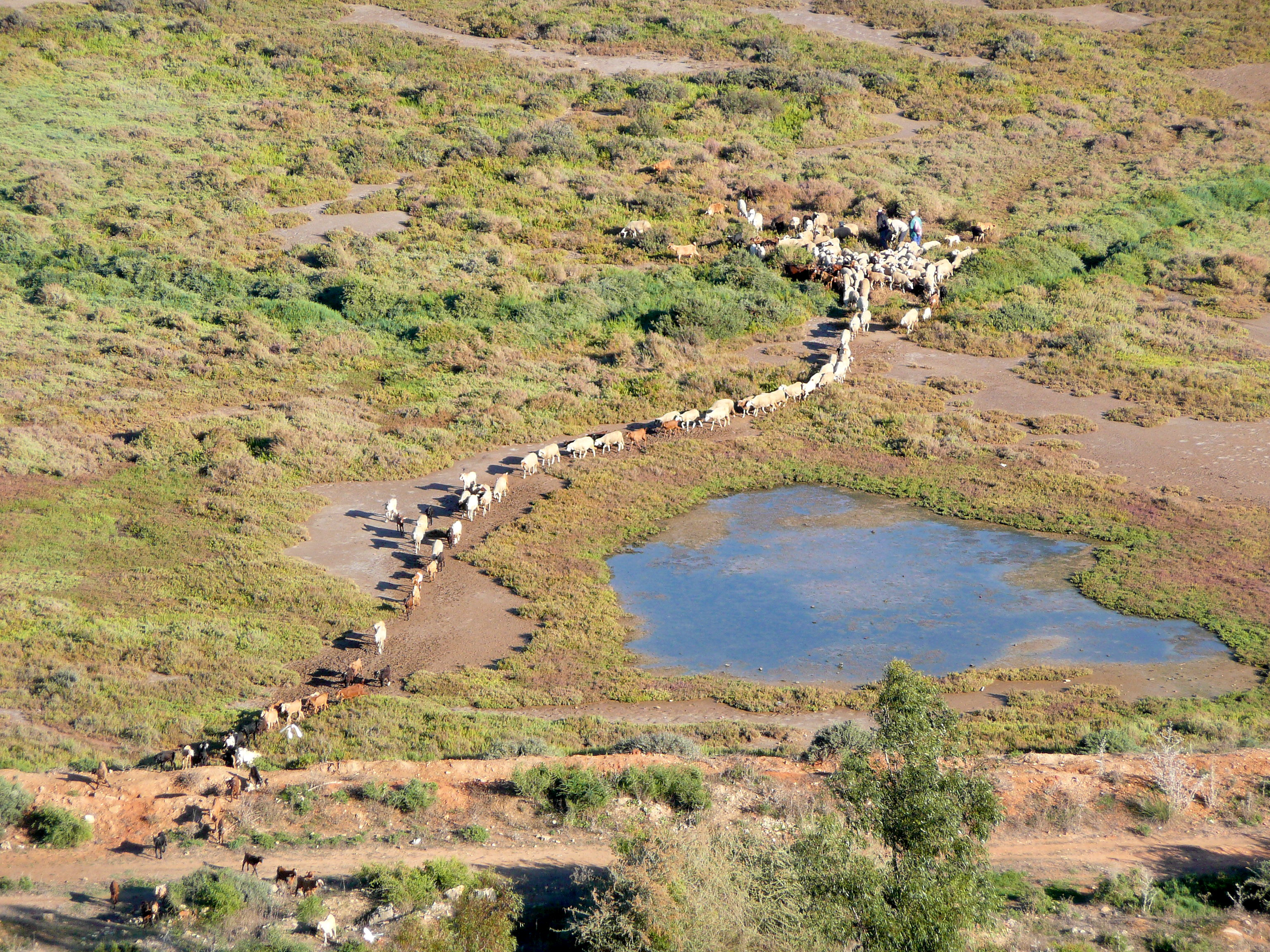
Troupeau de mouton et de chèvres près du Bouregreg, sur les anciens terrains de parcours des Autololes.

Les Autololes (parfois nommés Autotoles ou Galaules) sont une tribu berbère antique de l'Afrique du Nord, que les auteurs anciens situent au Maroc. Ils font partie du peuple des Gétules.
Ils semblent originaires de la vallée de l'actuel oued Bouregreg, au Maroc. Pline l'Ancien (H.N., livre V) les décrit comme des barbares particulièrement dangereux et toujours prêts à piller. Virgile fait de leur roi légendaire Iarbas et de ses hommes les représentants d'un peuple de guerriers redoutables et Strabon les qualifie de « plus puissante des nations libyques ». Salluste, dans son œuvre La Guerre de Jugurtha, les présente avec les Libyens antiques comme « rudes, grossiers, nourris de la chair des fauves, mangeant de l'herbe comme des bêtes ».
Ils sont mentionnés aussi par Lucain, Silius Italicus, Claudien, Sidoine Apollinaire et Orose. C'est Orose qui mentionne la forme Galaules et précise que les Autololes étaient appelés ainsi de son temps (c'est-à-dire au début du Ve siècle).
Certains ont fait le lien entre Autololes et les Aït Willoul dont le nom subsiste encore chez les Berbères libyens de Zouara en Libye du Nord-Ouest à la frontière avec la Tunisie[réf. nécessaire]. En raison du mode de vie nomade et pastoral pratiqué d'est en ouest et d'ouest en est il se pourrait que les deux ethnonymes aient un lien. 